# Барабоша, Артём Витальевич
Артём Витальевич Барабоша (род. 18 марта 2004, Омск) — российский хоккеист, защитник.

## Биография
Дед и дядя занимались хоккеем, отец — боксом. Начал играть в хоккей в школе омского «Авангарда». В 2015 году перешёл в систему ЦСКА. Учился в Мытищах в школе 26, оставался на 2 год. C сезона 2020/21 — игрок команды МХЛ «Красная армия». В сезоне 2023/24 стал играть в ВХЛ за «Звезду», 29 ноября 2023 года в домашней игре против минского «Динамо» (5:3) дебютировал в КХЛ.
Обладатель Кубка Глинки/Гретцки 2021. Серебряный призёр чемпионата МХЛ 2021/2022. Бронзовый призёр хоккейного турнира Европейского юношеского олимпийского фестиваля 2022 года.
На драфте НХЛ 2022 года был выбран в 7-м раунде под общим 198-м номером клубом «Нью-Джерси Девилз».